# Soubor kreténů
Soubor kreténů je studiové album české rockové skupiny Tři sestry z roku 1999. V repertoáru skupiny dlouhodobě zůstala skladba Mexiko.

## Seznam skladeb
Album má celkem 17 písní:
1. „EMI“
2. „Eliška“
3. „Krakonoše“
4. „Mexiko“
5. „Venda“
6. „Ventilek“
7. „Král Šumavy“
8. „Červený boty“
9. „Jirka Deváté“
10. „Na srazu“
11. „Něco se změnilo“
12. „Karásek“
13. „Atol bikiny“
14. „Malá nehoda“
15. „Visení“
16. „Tam na Guayaně“
17. „Bowie v Praze (SONO remix)“ – bonus

## Obsazení
- Lou Fanánek Hagen – zpěv, perkuse
- Tomáš Doležal (Ing. Magor) – baskytara
- Miroslav Cvancinger (Cvanc) – kytara
- Ronald Seitl – kytara
- Veronika Borovková (Supice) – harmonika
- Petr Lukeš (Bubenec, Franta Vrána) – bicí

a hosté:
- M.C.Bowie – zpěv (17)
- František Kacafírek – housle (9, 16)
- Filip Jelínek, František Kop, Kamil Paprčka, Radek Kašpar – dechové nástroje (4,13)